# Боротьба Арвада та Маратоса
Боротьба Арвада та Маратоса – конфлікт двох фінікійських міст, котрий розвивався у 3-2 століттях до н.е. та міг набувати форми збройної боротьби.

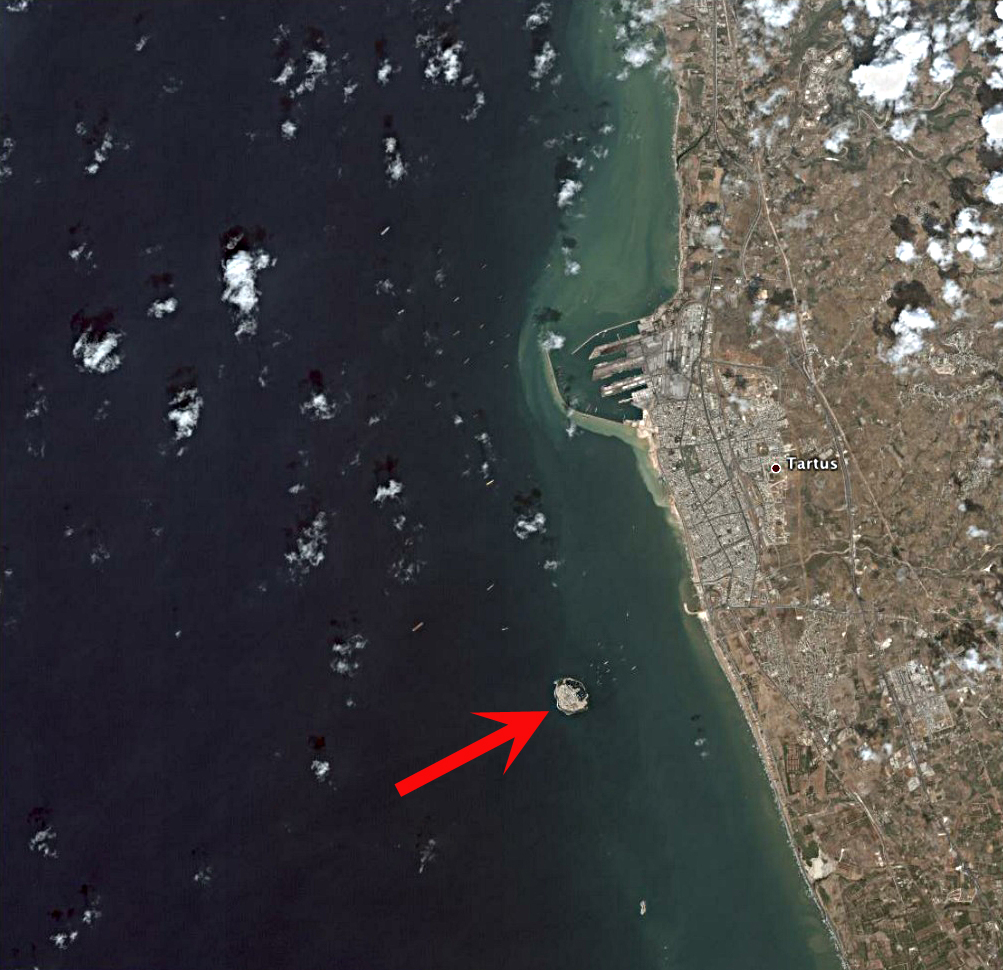
Стрілка вказує на острів, де розміщувався Арвад. Залишки Маратосу знайдено в полях південніше від Тартуса, майже навпроти Арваду

## Надбання Арвадом переї
Розташоване на півночі Фінікії місто Арвад стало єдиним у цій області, котре опинилось в сфері впливу Селевкідів по завершенні боротьби діадохів (перша половина 280-х років до н.е.). На початку Другої Сирійської війни воно, ймовірно, надало цій династії суттєві послуги, підтвердженням чого вважають запровадження в місті з 259 р. до н.е. нової власної ери на тлі відмови від монархічної форми правління. 

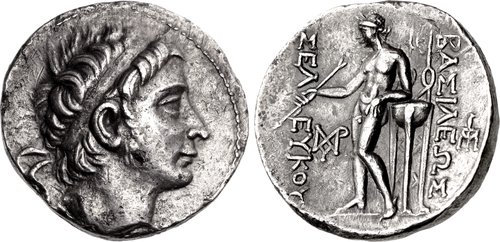
Селевк II

Невдовзі Арвад отримав від сирійського царя Селевка II значні територіальні пожалування на материку (сам він займав острів неподалік від узбережжя), що стало винагородою за згоду повернутись на бік Селевкідів під час Третьої Сирійської війни (на початку якої всі міста Сирії перейшли під руку переможного єгипетського царя Птолемея III) або заохоченням до лояльності під час боротьби Селевка зі своїм братом Антіохом Гієраксом. Страбон пов’язував розширення земельних володінь Арваду саме з останнім конфліктом, втім, не приписуючи надбання якійсь одній домовленості. На думку цього античного вченого, містяни вдало користувались угодою з царем, котра дозволяла їм надавати прихисток вигнанцям. Приймаючи впливових діячів сирійської держави, котрі через певні провини могли очікувати страшної кари, арвадійці здобували щиру прихильність цих людей. Якщо ж останнім вдавалось відновити своє становище та повернутись на батьківщину, вони на ознаку вдячності сприяли містянам у розширенні підконтрольної Арваду території.

## Протистояння Арваду з містами переї

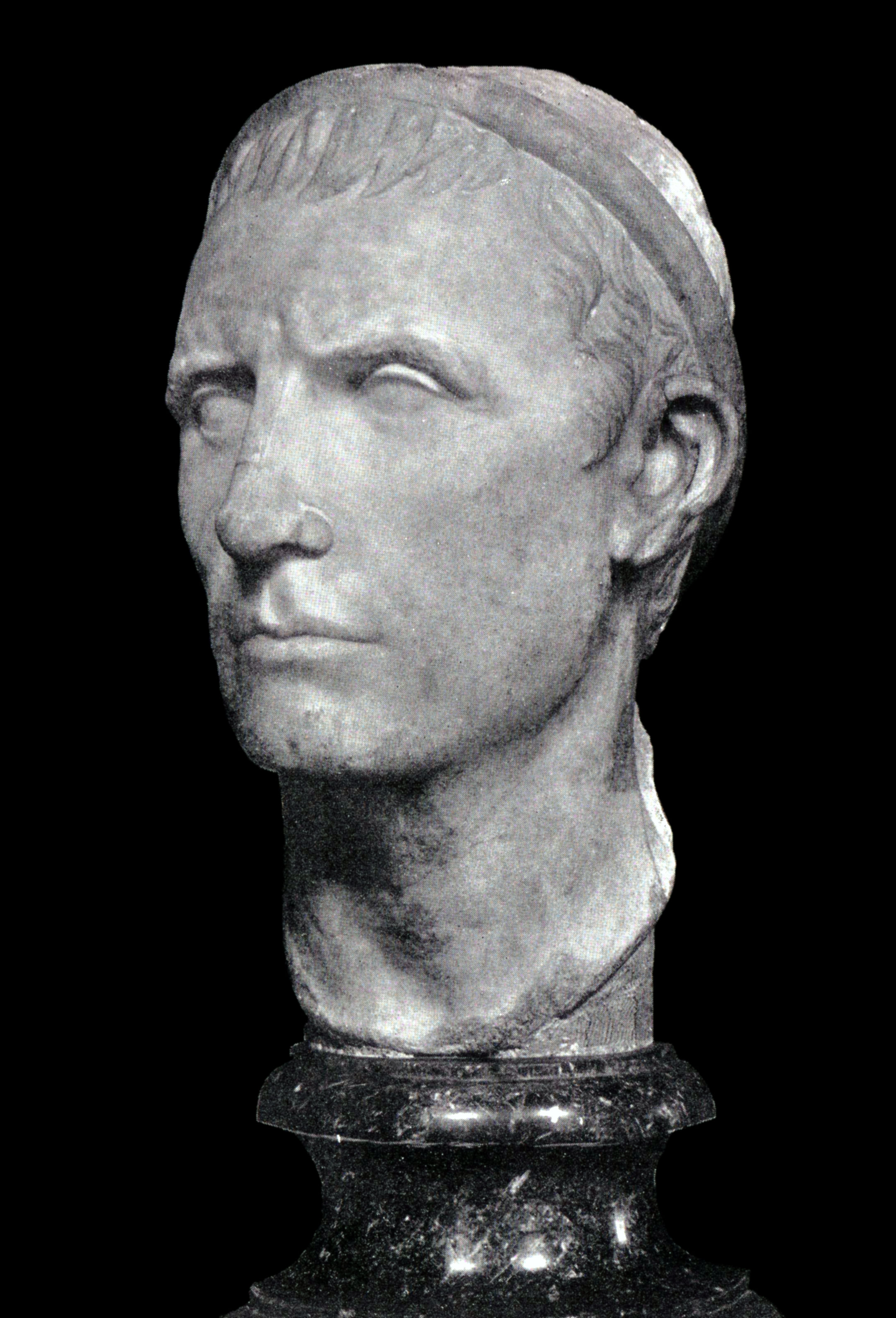
Антіох III Великий

Втім, вже невдовзі Селевк II вжив заходів до обмеження потенціалу Арваду, свідченням чого вважається початок карбування монет трьома невеликими містами – Габалою (наразі Джебла), Баланеєю (Балемією, тепер Баніяс) та Маратосом (Амрітом). Всі вони лежали в колишній арвадійській переї (материковому володінні), при цьому Маратос знаходився всього у кількох кілометрах південніше від сучасного Тартусу (а Арвад – навпроти нього). Зокрема, відома випущена Маратосом монета, датована 33 роком арвадійської ери, тобто 227/226 р. до н.е. (можливо відзначити, що на 228 р. до н.е. припав розгром Антіоха Гіеракса у Малій Азії пергамським царем Атталом I, після чого бунтівний брат зазнав поразки і при вторгненні у підконтрольну Селевку Месопотамію ).

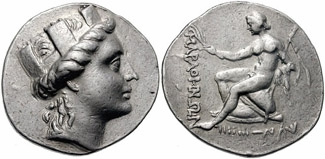
Монета Маратосу, датована 223/222 р. до н.е.

Ще через кілька років, у 218 до н.е., новий сирійський цар Антіох III вирушив у похід проти єгиптян (Четверта Сирійська війна) та досяг Маратоса, де прийняв послів від Арваду. Як пише Полібій, сирійський цар не лише уклав з ними союз, але й примирив мешканців острова та материка, між якими точився конфлікт. Ймовірно, це означало повернення переї під владу Арваду, на користь чого свідчить відсутність нових випусків монет зазначених вище малих міст. Антіох міг схилитись на сторону острів’ян, оскільки був зацікавлений у отриманні від арвадійців кораблів для ведення війни з державою Птолемеїв (остання з моменту свого заснування приділяла значну увагу флоту, який би захищав її позиції як морської торгівельної імперії). 
В 190 р. до н.е. Антіох зазнав нищівної поразки від римлян, що надало єгипетській державі надію на повернення Келесирії (втраченої кількома роками раніше внаслідок П’ятої Сирійської). Не розпочинаючи поки широкомасштабної війни, єгиптяни вислали експедиційний загін, котрий захопив та розграбував Арвад та прилегле узбережжя. Хоча цей рейд і не отримав подальшого продовження, проте Єгипет в наступні кілька десятиліть зберігав вплив в районі його проведення, при цьому гроші випускали як Арвад, так і Маратос (на карбованих останнім монетах зображували представників єгипетської династії Береніку II та, ймовірно Птолемея VI).

## Руйнація Маратосу
У середині 2 століття до н.е. в державі Селевкидів почалась громадянська війна, під час якої у 150 р. до н.е. до влади прийшов узурпатор Александр Балас, сильним впливом при якому користувався Аммоній. За повідомленням Діодора, арвадійці підкупили цього вельможу величезною сумою у 300 талантів, за що той повинен був посприяти в захопленні та руйнації Маратосу. Хоча маратійці й не знали про плани знищення свого міста, проте вони були обізнані щодо більшої прихильності нового царя до Арваду, тому відмовились впустити до себе посланий Аммониєм загін воїнів. 
Втім, розуміючи своє слабке становище, мешканці Маратосу вирішили смиренно прохати у сусідів примирення. Вони відправили до Арваду посольство із десятьох страійшин, котрі узяли з собою найстаріші зображення богів, які були у місті. Маратійці сподівались пом’якшити цим гнів острів’ян, так само як своїм приниженням і посиланнями на їхнє спільне походження, проте юрба арвадійців знехтувала традиціями, розтоптала зображення та навіть намагалась побити послів камінням. Деяким старійшинам Арваду вдалось завадити цьому, так що послів повели до в’язниці. Останні. втім, вголос засуджували безбожний вчинок та зневагу до законів милосердя, так що в підсумку запальні арвадійські молодики перебили послів.
Знявши із пальців загиблих персні, мешканці Арваду завірили ними підробного листа, складеного начебто від імені послів. Вони сподівались за допомогою викладених у ньому обіцянок обманути маратосців та провести до їх міста солдат, а щоб ніхто не зміг повідомити про справжні наміри заборонили всім кораблям покидати острів. Втім, один благочестивий моряк із жалості до мешканців Маратосу переплив вузьку протоку та розкрив підготовану змову.
Зазнавши невдачі у таємних підступах, арвадійці відкрито атакували Маратос, захопили та зруйнували його, а землі розділили між собою. Цю подію відносять до 148 або 147 рр. до н.е.